# Phaonia jilinensis
Phaonia jilinensis este o specie de muște din genul Phaonia, familia Muscidae, descrisă de Ma și Wang în anul 1992.
Este endemică în Jilin. Conform Catalogue of Life specia Phaonia jilinensis nu are subspecii cunoscute.